# Moin Ahmed
Moin Ahmed (Karachi, 28 novembre 2003) è un calciatore pakistano, attaccante del KRL e della nazionale pakistana.

## Carriera

### Nazionale
Esordisce in nazionale il 21 marzo 2023 contro le Maldive.
Nel settembre del 2023 gioca 3 partite con l'Under-23 nelle qualificazioni per la Coppa d'Asia di categoria.
Il 17 ottobre 2023 è in campo nella prima vittoria del Pakistan in una partita di qualificazione ai mondiali, per 1-0 contro la Cambogia.

## Statistiche

### Cronologia presenze e reti in nazionale
| Cronologia completa delle presenze e delle reti in nazionale ― Pakistan | Cronologia completa delle presenze e delle reti in nazionale ― Pakistan | Cronologia completa delle presenze e delle reti in nazionale ― Pakistan | Cronologia completa delle presenze e delle reti in nazionale ― Pakistan | Cronologia completa delle presenze e delle reti in nazionale ― Pakistan | Cronologia completa delle presenze e delle reti in nazionale ― Pakistan | Cronologia completa delle presenze e delle reti in nazionale ― Pakistan | Cronologia completa delle presenze e delle reti in nazionale ― Pakistan |
| Data                                                                    | Città                                                                   | In casa                                                                 | Risultato                                                               | Ospiti                                                                  | Competizione                                                            | Reti                                                                    | Note                                                                    |
| ----------------------------------------------------------------------- | ----------------------------------------------------------------------- | ----------------------------------------------------------------------- | ----------------------------------------------------------------------- | ----------------------------------------------------------------------- | ----------------------------------------------------------------------- | ----------------------------------------------------------------------- | ----------------------------------------------------------------------- |
| 21-3-2023                                                               | Atollo Laamu                                                            | Maldive                                                                 | 1 – 0                                                                   | Pakistan                                                                | Amichevole                                                              | -                                                                       |                                                                         |
| 12-10-2023                                                              | Phnom Penh                                                              | Cambogia                                                                | 0 – 0                                                                   | Pakistan                                                                | Qual. Mondiali 2026                                                     | -                                                                       |                                                                         |
| 17-10-2023                                                              | Islamabad                                                               | Pakistan                                                                | 0 – 0                                                                   | Cambogia                                                                | Qual. Mondiali 2026                                                     | -                                                                       |                                                                         |
| Totale                                                                  |                                                                         | Presenze                                                                | 3                                                                       |                                                                         | Reti                                                                    | 0                                                                       |                                                                         |